# Kobkit Palajin
Kobkit Palajin (thailändisch กอบกิจ พลาจิณ, Spitzname Chim [thailändisch ชิม]; * 29. Juni 1985) ist ein thailändischer Poolbillard- und Snookerspieler.

## Karriere

### Snooker
Kobkit spielte im Alter von 11 Jahren erstmals Snooker und gewann 2000 die nationale Junioren-Meisterschaft Thailands. Sein Trainer zu dieser Zeit war Tai Pichit.
Von 2001 bis 2005 nahm Kobkit an der vom professionellen Weltverband WPBSA organisierten Challenge Tour teil, einer Serie von Qualifikationsturnieren für die Snooker Main Tour. Sein bestes Ergebnis bei diesen Turnieren war aber nur zweimal das Erreichen des Achtelfinals und somit verpasste er mit Platz 36 als bester Ranglistenposition die Qualifikation für die Profitour deutlich.
2004 erzielte Kobkit seinen ersten internationalen Erfolg, als er das Finale der U21-Snookerweltmeisterschaft erreichte. Er unterlag in diesem jedoch dem Engländer Gary Wilson mit 5:11. 2005 und 2006 wurde er jeweils Vize-Asienmeister der U-21-Junioren, wobei er im Finale gegen Moh Keen Hoo beziehungsweise seinen Landsmann Passakorn Suwannawat verlor. Im April 2005 erreichte er bei den China Open erstmals die Finalrunde eines Weltranglistenturniers, verlor jedoch in der Runde der letzten 32 gegen Marco Fu.
Im Dezember 2006 erreichte Kobkit mit der thailändischen Snooker-Mannschaft das Viertelfinale der Asienspiele. Bei den Yixing Open 2014 erreichte er erneut die Hauptrunde eines Profiturniers und schied in der ersten Runde gegen John Higgins aus.

### Poolbillard
2011 gewann Kobkit die thailändische 9-Ball-Meisterschaft und nahm anschließend an den Südostasienspielen im indonesischen Palembang teil. Nach einer Auftaktniederlage im 8-Ball-Wettbewerb gegen Ricky Yang erreichte er mit einem Sieg über Toh Lian Han das Viertelfinale, das er jedoch gegen Do The Kien verlor. Gemeinsam mit Nitiwat Kanjanasri bildete Kobkit zweimal das thailändische Team beim World Cup of Pool. Nachdem sie 2011 das Finale erreichten, in dem sie jedoch den Deutschen Ralf Souquet und Thorsten Hohmann unterlagen, schieden sie 2012 im Achtelfinale aus. Im Juli 2013 erreichte er im 9-Ball-Wettbewerb der Asian Indoor & Martial Arts Games das Viertelfinale, unterlag aber dem späteren Sieger des Turniers, Ko Pin-yi mit 6:9.